# 5 세력 모형
5 세력 모형(Five Forces Model)은 경쟁세력모형 중의 하나로서, 기업에 대한 5개의 경쟁세력을 나타낸 모형이다. 논란의 여지는 있으나, 마이클 포터의 5세력모형이 가장 널리 사용된다. 전통적 경쟁자, 신규시장 진입자, 대체재, 고객, 공급자의 5개 경쟁 세력이 기업의 운명을 좌우한다고 보았다.

## 포터의 경쟁 세력 모델
포터의 경쟁세력 모델에서 기업의 전략적 위치와 기업 전략은 산업 환경에 있는 5가지 세력(전통적인 경쟁자, 새로운 시장 진입자, 대체 제품, 고객, 공급자)으로 결정된다.
- 전통적 경쟁자(Traditional Competitors): 새로운 제품과 서비스를 도입한다. 효율적이고 새로운 생산방법을 지속적으로 개발한다. 자체브랜드를 개발하고 전환비용의 고객 부과를 통해 고객 유인하는 다른 경쟁자들과 시장을 공유한다. 기존 기업들의 경쟁정도는 1) 경쟁기업 수가 많은 경우, 2) 경쟁기업간의 시장점유율이 비슷한 경우, 3) 철수장벽이 높은 경우에 심화된다.
- 새로운 시장 진입자(New Market Entrants): 노동 시장이 유연하고 금융 자원이 있는 자유 경제에서는 항상 새로운 기업들이 시장에 진입한다.
- 대체 제품과 서비스(Substitute Products and Services) : 대체품의 압력은 1) 대체품이 가격이 상대적으로 낮은 경우, 2) 혁신기술에 의해 대체품이 개발된 경우, 3) 고객의 선호가 이동되고 있는 경우에 증가한다.
- 고객(Customers)
- 공급자(Suppliers)

## 같이 보기
- 코피티션
- 산업 분류
- 경영전략론
- 가치 사슬
- 마케팅론